# Малайские родословия

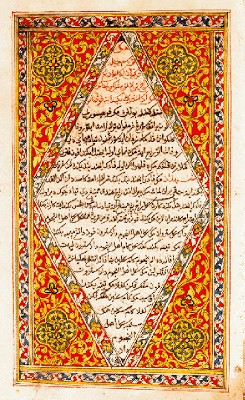
Фронтиспис «Малайских родословий»

«Малайские родословия», или «Династия султанов» (малайск. Sejarah Melayu) — историко-литературный памятник средневековой Малайи. Ранняя версия создана около 1536 года и переработана в Джохоре в 1612 году верховным вазиром (бендахарой) Тун Сри Ланангом.
Повествует о чудесном происхождении династии малайских правителей от Искандара Двурогого, т. е. Александра Македонского, воцарении её в Палембанге (империя Шривиджая), правлении в Сингапуре, а затем в Малакке.
Ценный исторический источник и выдающееся литературное произведение, в котором широко используются малайские мифы, легенды, этиологические предания, народные песни, письменные сочинения .
Было известно в Брунее и оказало сильное влияние на развитие брунейской литературы.
Первым публикатором краткой версии «Малайских родословий» в 1840 году был малайский просветитель и писатель Абдуллах бин Абдулкадир Мунши.
Рукопись хранится в Национальной библиотеке Малайзии и внесена в число объектов национального наследия Малайзии.
Один из списков привезён в Россию И.Ф. Крузенштерном и хранится в библиотеке Института восточных рукописей РАН (Санкт-Петербург). Перевод на русский с комментариями осуществлён Е.В. Ревуненковой 
Включен в реестр документального наследия ООН «Память мира».